# كورنيليوس جونسون (رجل أعمال)
كورنيليوس جونسون (بالإنجليزية: Cornelius Johnson)‏ هو شخصية أعمال أمريكي، ولد في 12 يونيو 1943 في ريتشموند في الولايات المتحدة.

## وصلات خارجية
- كورنيليوس جونسون على موقع مرجع كرة القدم المحترفة.كوم (الإنجليزية)
- كورنيليوس جونسون على موقع JustSportsStats.com (الإنجليزية)